# Cantone di Montfermeil
Il Cantone di Montfermeil era una divisione amministrativa dell'arrondissement di Le Raincy.
È stato soppresso a seguito della riforma complessiva dei cantoni del 2014, che è entrata in vigore con le elezioni dipartimentali del 2015.
Comprendeva i comuni di:
- Coubron
- Montfermeil
- Vaujours